# Olaszország nemzeti parkjai

Olaszország nemzeti parkjai zöld színnel

Az olaszországi nemzeti parkok az ország területének mintegy hat százalékát fedik le. A parkokat a római székhelyű Környezetvédelmi Minisztérium (Ministero dell'Ambiente) irányítja.
2016-ig 25 parkot regisztráltak, amelyek a lenti listában találhatók.
További tervezett nemzeti parkok:
- Egadi-szigetek és Trapani tengerpartja
- Lipari-szigetek
- Iblai-hegység

## A nemzeti parkok listája
| név                                              | régió                                   | terület     | megjegyzés | legmagasabb pont     | alapítva | térképen | kép |
| ------------------------------------------------ | --------------------------------------- | ----------- | --- | -------------------- | -------- | -------- | --- |
| Abruzzo, Lazio és Molise                         | Abruzzo, Lazio, Molise                  | 506,83 km2  | Rómától keletre fekszik az Appenninek szívében | Monte Petroso 2249 m | 1923     |          |     |
| Alta Murgia                                      | Puglia                                  | 677,39 km2  | a Murge-karsztfennsík északi, magasabb vidékét foglalja magába | 686 m                | 2004     |          |     |
| Appennino Lucano - Val d'Agri - Lagonegrese      | Basilicata                              | 689,96 km2  | az olasz csizma déli részén fekszik; állatvilága közé tartozik a farkas, a vaddisznó és a vidra | 2005 m               | 2007     |          |     |
| Appennino Tosco-Emiliano                         | Emilia-Romagna, Toszkána                | 227,92 km2  | La Speziától ÉK-re fekszik; a területét az Alpe di Succiso, Monte Prado és Monte Cusna több mint 2000 m feletti csúcsai, tavak és alpesi gyepek uralják                                                                 | 2121 m               | 1997     |          |     |
| La Maddalena-szigetek                            | Szardínia                               | 201,46 km2  | a Szardínia partjaitól északkeletre fekvő La Maddalena-szk. nagy részét öleli fel | 212 m                | 1994     |          |     |
| Toszkán-szigetek                                 | Toszkána                                | 746,53 km2  | Elba és környékének szigetei | 1018 m               | 1989     |          |     |
| Asinara                                          | Szardínia                               | 269,60 km2  | Asinara szigetén az élővilág széles skálája található meg; itt él az endemikus Asinara-szamár | 408 m                | 1997     |          |     |
| Aspromonte                                       | Calabria                                | 760,53 km2  | Olaszország déli részén található; nevét az Aspromonte-hegységről kapta | 1955 m               | 1989     |          |     |
| Cilento, Vallo di Diano és Alburni               | Campania                                | 1810,48 km2 | Olaszország déli részén, a Tirrén-tenger és Appenninek között fekszik | 1898 m               | 1991     |          |     |
| Cinque Terre                                     | Liguria                                 | 38,60 km2   | ide tartozik a névadó Cinque Terre is, a Ligur-tenger partjának egyik zord és nehezen megközelíthető része | 820 m                | 1999     |          |     |
| Circeo                                           | Lazio                                   | 84,40 km2   | magába foglalja az Anziotól a Terracináig terjedő tengerpart, San Felice Circeo erdőségét és Zannone szigetét | 541 m                | 1934     |          |     |
| Dolomiti Bellunesi                               | Veneto                                  | 31,51 km2   | Bellunoi-Dolomitok | 2335 m               | 1988     |          |     |
| Foreste Casentinesi, Monte Falterona és Campigna | Emilia-Romagna, Toszkána                | 364,00 km2  | | 1645 m               | 1989     |          |     |
| Gargano                                          | Puglia                                  | 1211,18 km2 | délen fekszik; magába foglalja a Gargano-félsziget területét, beleértve a névadó Gargano-hegységet, a Varano és Lesina tavakat és a partközeli Tremiti-szigeteket                                                       | 1065 m               | 1991     |          |     |
| Gennargentu                                      | Szardínia                               | 730,00 km2  | Szardínia keleti partján fekszik; a sziget legmagasabb hegysége itt található | 1834 m               | 1998     |          |     |
| Gran Paradiso                                    | Valle d’Aosta, Piemont                  | 700,00 km2  | magába foglalja a névadó Gran Paradiso-hegyet; az ország ÉNy-i részén fekszik | 4061 m               | 1922     |          |     |
| Gran Sasso és Monti della Laga                   | Marche, Abruzzo, Lazio                  | 1413,31 km2 | az ország szívében fekszik; a park területe hegyvidékes | 2912 m               | 1991     |          |     |
| Pantelleria szigete                              | Szicília                                |             | Szicíliától 100 km-re Dny-ra, Tunéziától 70 km-re ÉK-re fekvő sziget | 836 m                | 2016     |          |     |
| Majella                                          | Abruzzo                                 | 628,38 km2  | a Appeninek középső részén a vidék növény- és állatvilágának valamint kulturális örökségének megóvása céljából alapították                                                                                              | 2793 m               |          |          |     |
| Sibillini-hegység                                | Marche, Umbria                          | 697,22 km2  | Róma és Ancona között, Assisitől keletre fekszik; | 2476 m               | 1988     |          |     |
| Pollino                                          | Basilicata, Calabria                    | 1711,32 km2 | Dél-Olaszországban fekszik; a park nevét a területén fekvő legmagasabb hegycsúcsról a Pollinoról kapta | 2267 m               | 1988     |          |     |
| Sila                                             | Calabria                                | 736,95 km2  | az olasz csizma orrában fekszik; a nevét a Sila-fennsíkról kapta | 1928 m               | 1997     |          |     |
| Stelvio                                          | Lombardia, Trentino-Alto Adige/Südtirol | 1307,00 km2 | az ország északi végében fekszik, a svájci határnál | 3905 m               | 1935     |          |     |
| Val Grande                                       | Piemont                                 | 145,98 km2  | Piemontban, Olaszország északi részén, Svájc határán fekszik. | 2295 m               | 1991     |          |     |
| Vezúvi                                           | Campania                                | 72,59 km2   | 1995-ben alapították Vezúvon élő állatok és növények megóvására, a földtani jelenségek és paleontológiai formációk megőrzésére és nem utolsósorban a vulkán területén kialakult ökológiai egyensúly megőrzése érdekében | 1281 m               | 1991     |          |     |